# Componența istorică a Consiliului Județean Sibiu

## 2008-2012

Harta politică a județului dupa alegerile locale din Iunie 2012

Consiliul Județean Sibiu (32 de membri) are în urma alegerilor locale din 2008 următoarea alcătuire:
|  | Partid         | Consilieri | Componența Consiliului | Componența Consiliului | Componența Consiliului | Componența Consiliului | Componența Consiliului | Componența Consiliului | Componența Consiliului | Componența Consiliului | Componența Consiliului | Componența Consiliului |
|  | -------------- | ---------- | ---------------------- | ---------------------- | ---------------------- | ---------------------- | ---------------------- | ---------------------- | ---------------------- | ---------------------- | ---------------------- | ---------------------- |
|  | PD-L           | 10         |                        |                        |                        |                        |                        |                        |                        |                        |                        |                        |
|  | Forumul German | 9          |                        |                        |                        |                        |                        |                        |                        |                        |                        |                        |
|  | PSD            | 9          |                        |                        |                        |                        |                        |                        |                        |                        |                        |                        |
|  | PNL            | 4          |                        |                        |                        |                        |                        |                        |                        |                        |                        |                        |

Președintele Consiliului Județean Sibiu a fost Ioan Cindrea (PSD).

## 2004-2008
Consiliul Județean Sibiu a avut în urma alegerilor locale din 2004 următoarea alcătuire:
|  | Partid                                     | Consilieri | Componența Consiliului | Componența Consiliului | Componența Consiliului | Componența Consiliului | Componența Consiliului | Componența Consiliului | Componența Consiliului | Componența Consiliului | Componența Consiliului | Componența Consiliului | Componența Consiliului |
|  | ------------------------------------------ | ---------- | ---------------------- | ---------------------- | ---------------------- | ---------------------- | ---------------------- | ---------------------- | ---------------------- | ---------------------- | ---------------------- | ---------------------- | ---------------------- |
|  | Forumul Democrat al Germanilor din România | 11         |                        |                        |                        |                        |                        |                        |                        |                        |                        |                        |                        |
|  | Alianța Dreptate și Adevăr (PD 6 și PNL 5) | 11         |                        |                        |                        |                        |                        |                        |                        |                        |                        |                        |                        |
|  | Partidul Social Democrat                   | 8          |                        |                        |                        |                        |                        |                        |                        |                        |                        |                        |                        |
|  | Partidul Conservator                       | 3          |                        |                        |                        |                        |                        |                        |                        |                        |                        |                        |                        |

Președintele consiliului a fost Martin Bottesch (FDGR).